# Loenersloot
Loenersloot (52°14′N 5°0′E / 52.233, 5.000) es una villa en  Holanda en la provincia de Utrecht. Forma parte de la municipalidad de Loenen, y se encuentra ubicada a 12 km al oeste de Hilversum. Se encuentra sobre el río Angstel.
La villa de Loenersloot tiene 336 habitantes (2001). La zona desarrollada de la villa comprende  0.089 km², con 141 habitantes.

## Historia
Antiguamente Loenersloot era una municipalidad independiente. En 1964, se juntó con la municipalidad vecina de Loenen.

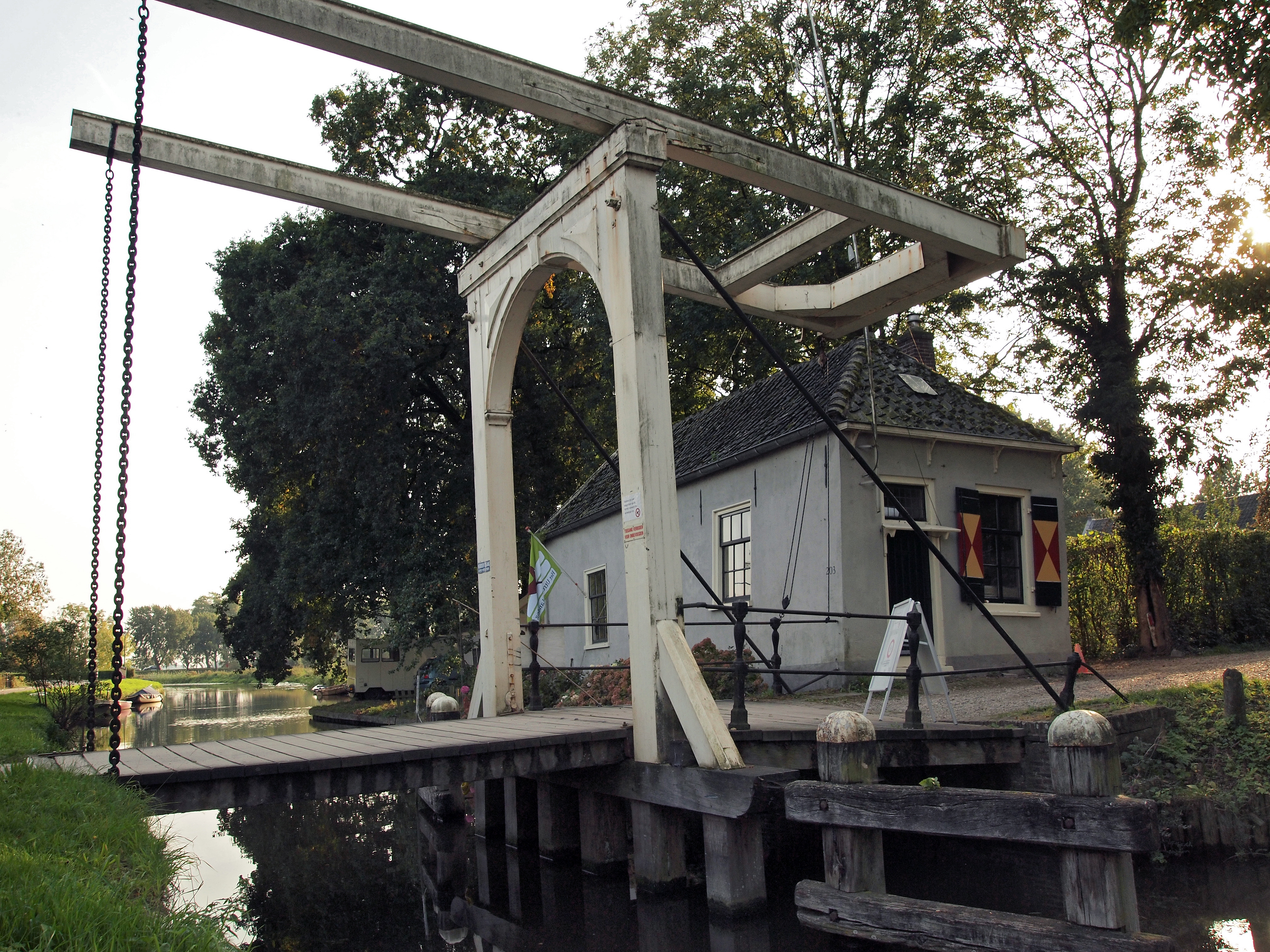
Puente sobre el Angstel cerca del castillo de Loenersloot.